# 港口 (宜蘭縣)
港口，是臺灣宜蘭縣蘇澳鎮的一個傳統地域名稱，位於該鎮北半葉的東北部。相較於今日行政區，其範圍大致為港邊里不含海岸地區最北段。

## 歷史
台灣清治末期，港口地區為一街庄，稱為「港口庄」，隸屬於利澤簡堡。該庄東邊一小段臨太平洋，東南及南與蘇澳庄為鄰，西邊為糞箕湖庄、隘丁庄，北邊及東北邊為功勞埔庄。
1901年（日明治三十四年）11月，該庄隸屬於宜蘭廳，編入第十三區。1905年（明治三十八年）7月，該區改名為「利澤簡區」。1920年（大正九年），該庄改制為「港口」大字，隸屬於臺北州蘇澳郡蘇澳庄，大字下有「港口」、「嶺腳」小字名。1933年，蘇澳庄升格為蘇澳街。
戰後蘇澳街改制為蘇澳鎮，隸屬於臺北縣，大字亦改制為里。1950年10月，北、基、宜分治，蘇澳鎮改隸屬於宜蘭縣。

## 聚落
本地區發展較早的聚落有港口、嶺腳、三面城等，在日治期初期的官方地圖上已有記載。

## 交通
省道台2線（蘇濱路二段）是淡水關渡大橋至蘇澳的幹道，為台灣濱海公路系統之一，其中基隆至蘇澳路段又稱為「北部濱海公路」，大致以西北－東南走向轉縱向經過港口地區。由該道路向西北轉北可前往五結東部、壯圍、頭城、貢寮、瑞芳等地，向南可前往蘇澳市區並止於省道台9線路口。
鄉道宜42線（港口路、嶺腳路）是新城至嶺腳的道路，其東側端點位於本地區東南部岳明新村東南側。由此向西北轉北北西再轉西蜿蜒而行，出境後可前往馬賽與隘丁邊界地帶、新城並止於台鐵新馬車站西北側。

## 學校
- 岳明國小